# Vicious Rumors
Vicious Rumors est un groupe de power metal américain, originaire de la Baie de San Francisco, en Californie. Le groupe est formé par le chanteur et guitariste Geoff Thorpe, et publie son premier album en 1985. Le groupe est signé au label allemand SPV/Steamhammer.

## Biographie

### Débuts (1979-1986)
Originaire de Honolulu, le guitariste Geoff Thorpe fonde Vicious Rumors à Santa Rosa durant l'été 1979. Jusqu'en 1985 le groupe joue régulièrement dans la Bay Area de San Francisco, dont la scène metal est alors en pleine effervescence avec des groupes comme Metallica, Exodus ou Death Angel, et place quelques morceaux sur des compilations (dont deux volumes de U.S. Metal et New Oasis de la radio locale KMEL).
Cette activité leur permet de signer sur Shrapnel Records, le label du producteur Mike Varney. Le groupe sort en 1985 un premier album intitulé Soldiers of the Night enregistré avec le jeune guitariste Vinnie Moore que Varney leur avait recommandé. L'album est considéré comme un pilier et classique du power metal.

### Formation historique (1987-1994)
Après le remplacement de Moore et du chanteur Gary St. Pierre (Hawaii) par Mark McGee et Carl Albert, le groupe rentre en studio en 1987 pour enregistrer un second album. Digital Dictator sort l'année suivante, sera déclaré album de l'année par le magazine allemand Rock Hard, et se vend bien, que ce soit en Europe, aux États-Unis ou au Japon. Cet album avec Shrapnel Records aide à définir le style power metal américain classique de Vicious Rumors. Le groupe se produit au festival néerlandais Aardschokdag. Ce succès leur permet de se faire remarquer par Atlantic Records, qui les signe en 1989.
Le groupe sort Vicious Rumors en 1990. En promotion de l'album il fait sa première tournée américaine en tête d'affiche et se produit au Dynamo Open Air. L'année suivante il sort son quatrième album, Welcome to the Ball. Le clip video pour Children est diffusé sur MTV, y compris, fait rare pour ce type de musique, en dehors de l'émission consacrée au metal Headbangers Ball. A l'automne 1995 le groupe tourne en Europe avec Savatage. En 1992 le groupe arrête ses activités, Thorpse devant se faire opérer en raison d'un syndrome du canal carpien. Pendant cette année blanche pour le groupe, le bassiste Dave Starr quitte le groupe. Il est remplacé par Tommy Sisco, un ancien membre de Villain comme Carl Albert.
Leur cinquième album, Word of Mouth, sort sur le label Rising Sun en 1994. L'accueil réservé à ce cinquième album permet au groupe de reprendre la route. Bénéficiant d'un certain succès en Europe, le groupe est de nouveau invité à se produire au Dynamo. À la fin de l'année il participe à la tournée européenne Ultimate Power Force avec Metal Church.

### Post-Carl Albert (1995-2003)
Le 22 avril 1995, Carl Albert meurt dans un accident de voiture dans la région de San Francisco,. Peu de temps après Mark McGee quitte le groupe, remplacé par Steve Smyth. Vicious Rumors sort A Tribute to Carl Albert, une compilation de titres live enregistrés en 1994. Thorpe décide de se charger du chant pour le nouvel album, Something Burning qui sort en 1996 chez Massacre Records. Le groupe  tourne en Europe en mai en ouverture d'Accept. Brian O'Connor est embauché comme chanteur pour l'album suivant, Cyberchrist qui sort en 1998 et que le groupe défend sur le vieux continent sur la tournée de Blind Guardian.
Vicious Rumors renouvelle sa formation en recrutant Cornbread et Ira Black (Heathen) pour remplacer Tommy Sisco et Steve Smyth. En 2001 sort Sadistic Symphony, un album enregistré avec un chanteur et un batteur intérimaires : Morgan Thorn et Will Carroll. Brian O'Connor rejoindra cependant le groupe pour les concerts qui suivront. En 2002 ils tournent de nouveau avec Savatage et Blaze et se produisent au Wacken Open Air.

### Retour aux sources (depuis 2004)

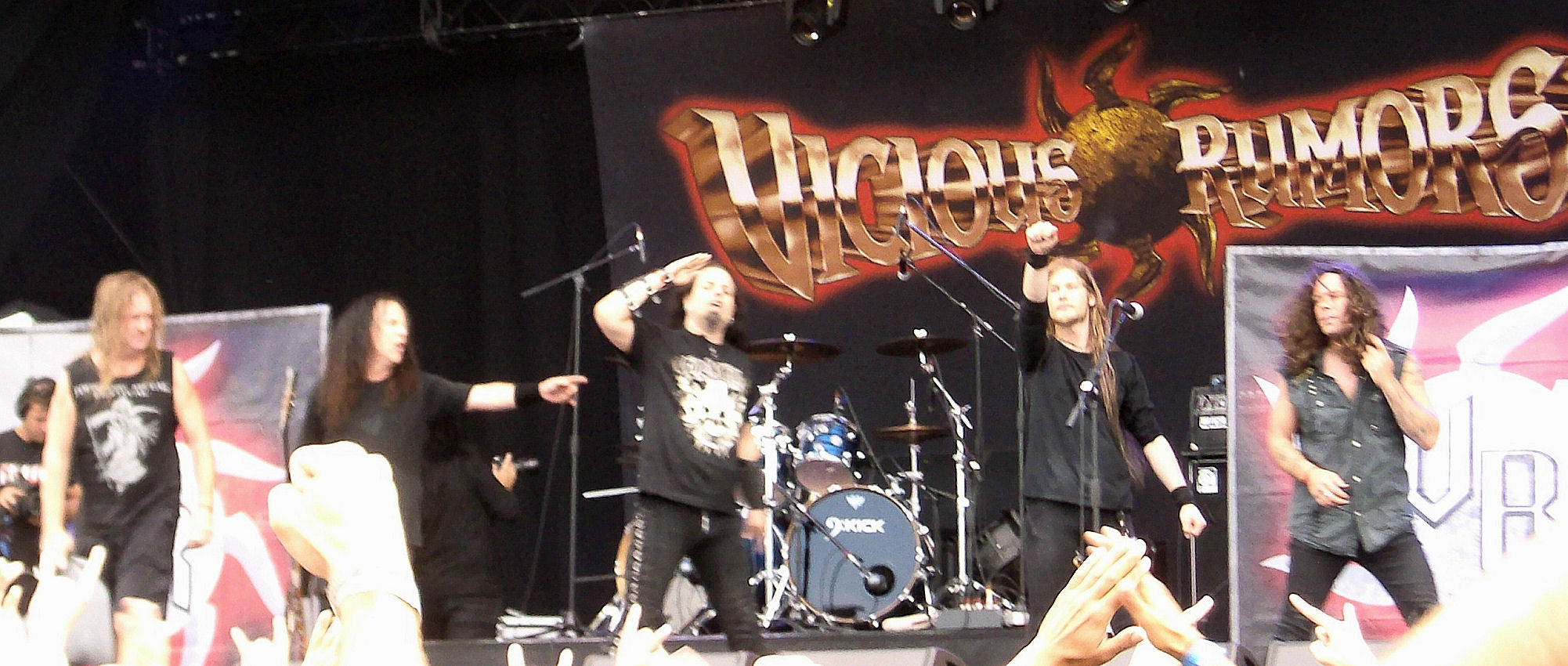
Vicious Rumors en 2013.

Afin de célébrer les dix ans de la sortie de Word of Mouth, Thorpe invite en 2004 McGee, Sisco et Howe pour une série de concerts avec le chanteur O'Connor. Le DVD Crushing the World publié l'année suivante compile des extraits des prestations de ce line-up historique et du line-up de l'époque. Cornbread et O'Connor quittent le groupe avant l'enregistrement de Warball, qui se fera avec les revenants Larry Howe et Dave Starr ainsi que le chanteur James Rivera (Helstar, Seven Witches) et les guitaristes Brad Gillis (Ozzy Osbourne) et Thaen Rasmussen (Heathen, Anvil Chorus), et qui marque un retour au style du Vicious Rumors des années 80. Dans les années qui suivent le groupe connaît de nombreux changements de personnel et James Rivera quitte le groupe en 2007 après une altercation avec Thorpe. En 2008 ils embauchent le chanteur Ronnie Stixx.
En 2009, le groupe donne un concert exceptionnel au Headbangers Open Air avec leur ancien chanteur Gary St.Pierre pour célébrer les trente ans du groupe. En 2010, ils signent un contrat avec SPV GmbH. L'année suivante ils sortent l'album Razorback Killers et se produisent avec Mark McGee, Tommy Sisco et Kevin Albert (le fils du chanteur Carl Albert) au Keep It True. Le groupe tourne intensément en Europe, notamment en ouvrant pour HammerFall fin 2011. Electric Punishment sort en 2013 et la tournée qui suit voit le retour temporaire de James Rivera en remplacement de Brian Allen. Le groupe connaît de nouveaux changements de personnel et est rejoint par des musiciens européens. L'album suivant, intitulé Concussion Protocol, est publié en 2016.
En mai 2017 le groupe annonce le retour du chanteur Brian Allen ainsi que l'arrivée du guitariste Gunnar DüGrey

## Membres

### Membres actuels
- Geoff Thorpe  - guitare, chant (depuis 1979)
- Larry Howe (Chastain) - batterie (1985-1999, depuis 2005)
- Brian Allen - chant (2009-2013, depuis 2017)
- Nick Holleman (Paradox) - basse (depuis 2013)
- Gunnar Dügrey - guitare (depuis 2017)

### Anciens membres
- Tilen Hudrap - chant (2013-2017)
- Thaen Rasmussen (Heathen) - guitare, chant (2005-2007, 2013-2013, 2016-2017)
- Bob Capka - guitare (2012-2016)
- Kiyoshi Morgan - guitare (2007-2013)
- Stephen Goodwin - basse (2007-2013)
- Ronnie Stixx - chant (2007-2009)
- James Rivera (Seven Witches, Helstar) - chant (2007-2009)
- Brad Gillis (Ozzy Osbourne) - guitare (2007-2009)
- Dave Starr (Chastain, Lääz Rockit) - basse (1985-1993, 2005-2007)
- Brian O'Connor - chant (1997-1999, 2001-2005)
- Cornbread - basse (2000-2005)
- Will Carroll (Death Angel)- chant (2002-2005)
- Ira Black (Heathen, Attika7, Chris Caffery) - guitare (2000-2005)
- Dan Lawson - chant (2001-2004)
- Morgan Thorn - chant (2000-2001)
- Atma Anur (Jason Becker, Cacophony, Greg Howe, Richie Kotzen) - batterie (2000-2001)
- Tommy Sisco - basse (1994-1999)
- Steve Smyth (Nevermore, Testament, Forbidden,DragonLord, One Machine) - guitare (1995-1999)
- Carl Albert - chant (1986-1995, décédé en 1995)
- Mark McGee (Gregg Allman) - guitare (1986-1995)
- Gary St. Pierre (Hawaii) - chant (1983-1986)
- Vinnie Moore (UFO) - guitare (1985-1986)
- Terry Montana - guitare (1985-1986)
- Chuck Moomey - guitare (1983-1985)
- Don Selzer - batterie (1983-1985)
- Jeff Barnacle - basse (1982-1984)
- Jim Lang - batterie (1983-1983)
- Walt Perkins - batterie (1980-1983)
- Mark Tate - chant (1982-1983)
- Jamie Scott - guitare (1982-1983)
- Jim Cassero - guitare (1982-1983)
- Bryan Hurt - batterie (1979-1980, décédé en 2016)

## Discographie

### Albums studio
- 1985 : Soldiers of the Night
- 1988 : Digital Dictator
- 1990 : Vicious Rumors
- 1991 : Welcome to the Ball
- 1994 : Word of Mouth
- 1996 : Something Burning
- 1998 : Cyberchrist
- 2000 : Sadistic Symphony
- 2006 : Warball
- 2011 : Razorback Killers
- 2013 : Electric Punishment
- 2016 : Concussion Protocol

### EPs
- 1994 : The Voice

### Albums live
- 1992 : Plug In and Hang On - Live in Tokyo
- 1995 : A Tribute to Carl Albert
- 2012 : Live You to Death
- 2014 : Live You to Death 2 - American Punishment